# En public (album de Bijou)
Pour les articles homonymes, voir En public.
Albums de  Bijou
Pas dormir
(1979) Jamais domptés
(1981)
En public est un album live du groupe Bijou, sorti en 1980.

## Titres
1. Je pense à toi (Philippe Dauga/Thoury)
2. J'ai l'Habitude (Palmer/Thoury)
3. Les Cavaliers du Ciel (Cowboy Legend) (Jones/Amada) (Instrumental)
4. Danse avec moi (Philippe Dauga/Thoury)
5. Vieillir (Palmer/Thoury)
6. Betty Jane Rose (Gainsbourg)
7. Je ne t'oublierai jamais (Palmer/Thoury)
8. Dynarock (Yan) (Instrumental)
9. Le Kid (Philippe Dauga/Thoury)